# Prom Night III: The Last Kiss
Prom Night III: The Last Kiss é um filme canadense de 1990 dirigido por Ron Oliver.
Trata-se da terceira continuação de Prom Night.